# Snowden (película)
Snowden es una película biográfica y de suspenso estadounidense de 2016, dirigida por Oliver Stone y escrita por Stone y Kieran Fitzgerald. La película trata sobre Edward Snowden y está basada en los libros The Snowden Files de Luke Harding y Time of the Octopus de Anatoly Kucherena. Está protagonizada por Joseph Gordon-Levitt, Shailene Woodley, Melissa Leo, Timothy Olyphant, Zachary Quinto, Scott Eastwood, Nicolas Cage, Rhys Ifans y Tom Wilkinson. El rodaje comenzó el 16 de febrero de 2015 en Múnich, Alemania. Snowden se estrenó en los cines estadounidenses el 16 de septiembre de 2016.

## Sinopsis
Edward Snowden, un profesional de la informática estadounidense, filtró información clasificada de la Agencia de Seguridad Nacional (NSA) a los principales medios de comunicación a partir de junio de 2013.

## Argumento
En 2013, Edward Snowden organiza una reunión clandestina en Hong Kong con la Película documental Laura Poitras y el periodista Glenn Greenwald. Discuten la liberación de la información clasificada en posesión del primero sobre la vigilancia masiva ilegal llevada a cabo por la Agencia de Seguridad Nacional (NSA). Poitras lanzó más tarde un documental sobre esta reunión titulado Citizenfour, que a su vez se utilizó en una escena de la película Snowden.
En 2004, Snowden está recibiendo entrenamiento básico, habiéndose alistado en el Ejército de Estados Unidos con intenciones de matricularse en las Fuerzas Especiales. Finalmente se fractura la tibia y se le informa que recibirá una baja administrativa en el proceso.
Snowden solicita un puesto en la Agencia Central de Inteligencia (CIA) y posteriormente se somete al proceso de selección. Al principio, sus respuestas a las preguntas de selección son insuficientes, pero Director adjunto Corbin O'Brian decide arriesgarse con él, dada la exigencias de tiempos tan extraordinarios. Luego, Snowden es llevado a "The Hill", donde recibe educación y pruebas sobre la guerra cibernética. Se entera de la Ley de Vigilancia de Inteligencia Extranjera, que elude los derechos de la Cuarta Enmienda de los ciudadanos estadounidenses al permitir que las solicitudes de orden judicial sean aprobadas por un panel de jueces designados por el Presidente del Tribunal Supremo. Snowden y sus pares tienen la tarea de construir una red de comunicaciones encubierta en su ciudad natal, eliminarla y luego reconstruirla en ocho horas o menos, siendo cinco horas el tiempo promedio empleado. Snowden impresiona a O'Brian cuando completa el ejercicio en 38 minutos.
Mientras tanto, Snowden conoce a Lindsay Mills a través de un sitio web de citas. Los dos unen, a pesar de ideologías políticas marcadamente contrastantes. Snowden adquiere su primer puesto en el extranjero trabajando con cobertura diplomática en Ginebra en 2007, llevándose a Mills con él. Conoce a Gabriel Sol, quien tiene amplia experiencia en vigilancia electrónica. Snowden comienza a cuestionar las implicaciones éticas de su misión. Después de que su superior decide establecer su objetivo con un cargo de DUI para obtener información de él, Snowden renuncia a la CIA.
Más tarde, Snowden asume un puesto en la NSA en Japón, inicialmente con el pretexto de crear un programa que permitiría al gobierno hacer una copia de seguridad de todos los datos críticos de Medio Oriente en caso de emergencia, un programa que llama "Refugio épico". Snowden se entera de las prácticas que la NSA y otras agencias gubernamentales de EE. UU. están utilizando no sólo en Japón, sino en la mayoría de los países con los que EE. UU. está actualmente aliado, que incluyen la instalación de malware en diferentes computadoras que administran el gobierno, la infraestructura y los sectores financieros. de modo que, en caso de que algún aliado se vuelva contra Estados Unidos, ese país pueda ser efectivamente cerrado en represalia. El estrés asociado con el trabajo resulta en el fin de su relación con Mills, quien regresa con su familia a Maryland.
Tres meses después, Snowden dejó su puesto en la NSA y regresó a Maryland, donde él y Mills reanudan su relación y él asume un puesto como consultor de la CIA. Durante un viaje de caza, O'Brian revela una operación en Oahu que gira en torno a contraatacar a los piratas informáticos chinos. Después de que a Snowden le diagnostican epilepsia, Mills acepta que debería unirse a la operación porque cree que el medio ambiente en Hawái puede ser beneficioso para su salud. Al comenzar su nuevo trabajo en "The Tunnel", un búnker subterráneo de la Segunda Guerra Mundial que ha sido reutilizado para vigilancia electrónica masiva y operaciones de SIGINT, Snowden se entera de que Epic Shelter en realidad está proporcionando datos en tiempo real que ayudan a los pilotos de vehículos aéreos de combate no tripulados estadounidenses a lanzar ataques letales contra sospechosos de terrorismo en Pakistán.
Snowden finalmente se desilusiona de aquello de lo que forma parte. Culmina cuando Snowden introduce de contrabando una tarjeta microSD en su oficina a través de un Cubo de Rubik y carga todos los datos relevantes. Luego les dice a sus colegas que se siente mal y se marcha. Aconseja a Mills que vuele a su casa en Maryland, después de lo cual se pone en contacto con Poitras y Greenwald para programar la reunión.
Con la ayuda del periodista Ewen MacAskill, la información se difunde a la prensa el 5 de junio de 2013, y se publican filtraciones adicionales en los días siguientes. Posteriormente, con la ayuda de MacAskill, Greenwald y Poitras, Snowden es sacado clandestinamente de Hong Kong en un vuelo con destino a América Latina a través de Rusia. Sin embargo, el gobierno de Estados Unidos revoca su Pasaporte, obligándolo a permanecer en Moscú indefinidamente. Finalmente se le concede asilo durante tres años, y Mills se unirá a él en una fecha posterior. Snowden continúa su activismo. En 2022, Vladímir Putin le concede la ciudadanía Rusa a Snowden.

## Reparto
- Joseph Gordon-Levitt como Edward Snowden.
- Shailene Woodley como Lindsay Mills.
- Melissa Leo como Laura Poitras.
- Timothy Olyphant como el Agente de la CIA Geneva.
- Zachary Quinto como Glenn Greenwald.
- Tom Wilkinson como Ewen MacAskill.
- Scott Eastwood como Trevor James.
- Nicolas Cage como Hank Forrester.
- LaKeith Lee Stanfield como Patrick Haynes.
- Rhys Ifans como Corbin O’Brian.
- Joely Richardson como Janine Gibson.
- Ben Schnetzer como Gabriel Sol.

## Producción
El 2 de junio de 2014, se anunció que Oliver Stone y Moritz Borman adquirieron los derechos del libro "Los archivos de Snowden", de Luke Harding, ya que Stone quería escribir y dirigir una película basada en el libro. El 10 de junio de 2014, Stone adquirió los derechos de otro libro, "Time of the Octopus", de Anatoly Kucherena. Stone usaría tanto libros como fuentes para escribir el guion. El 6 de noviembre de 2014, Open Road Films adquirió los derechos de los Estados Unidos a la película, mientras que el Wild Bunch fue establecido para manejar las ventas al exterior. La fecha límite se confirmó el 10 de noviembre de 2014 que Endgame Entertainment había abordado la película para producirla.